# Torfowisko fluwiogeniczne

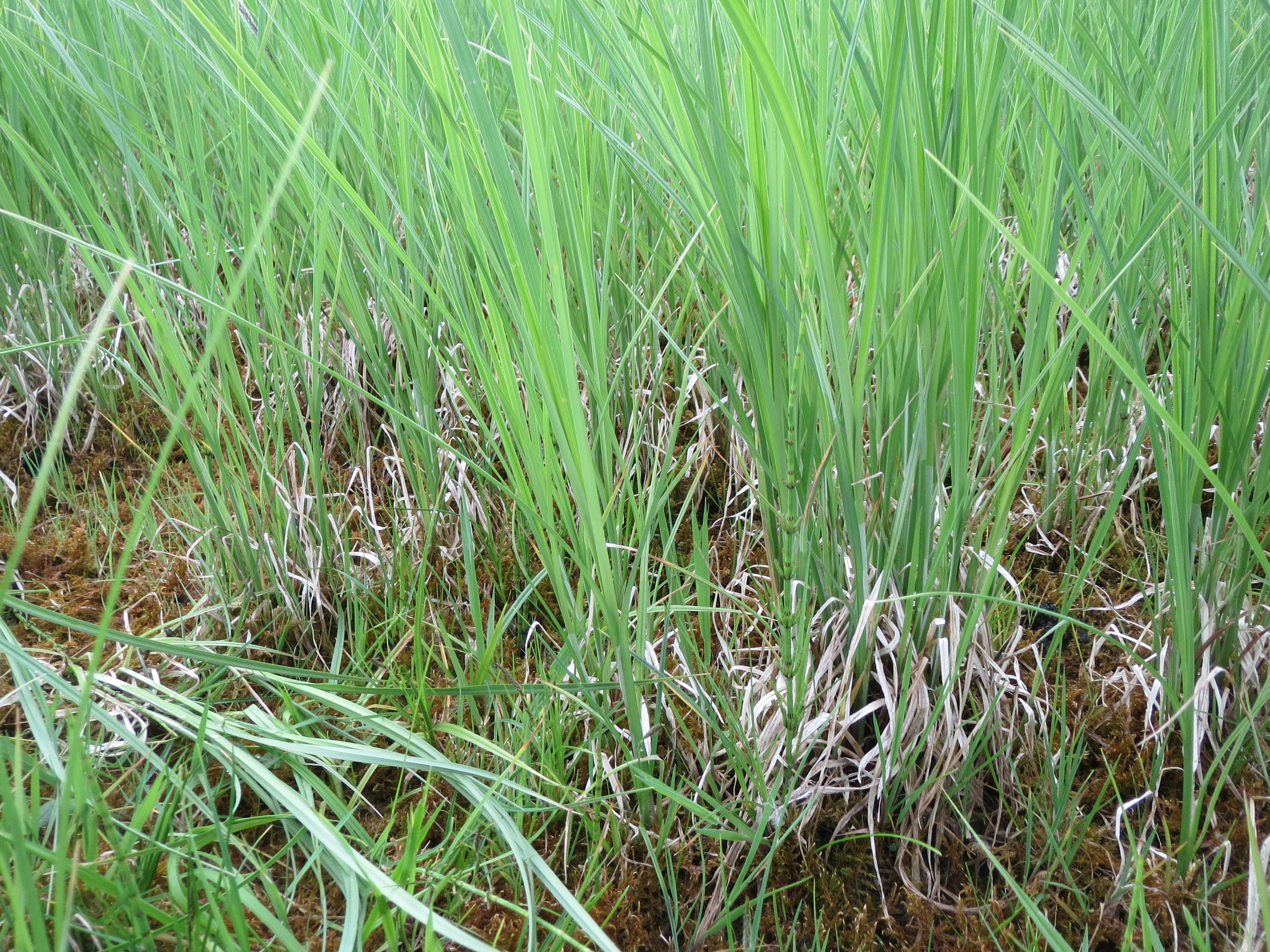
Szuwar turzycy zaostrzonej – typowa roślinność torfowiska zalewanego

Torfowisko fluwiogeniczne (zalewane) – rodzaj torfowiska niskiego, w którym stagnująca w gruncie woda pochodzi z okresowych wylewów wód rzecznych, a do pewnego stopnia też pochodząca ze spływów powierzchniowych.
Roślinność torfowisk fluwiogenicznych to w krajobrazie środkowoeuropejskim szuwary, zwłaszcza ze związku Magnocaricion, w mniejszym stopniu Phragmition. Gleba jest żyzna i w razie przesuszenia pojawiają się rośliny azotolubne, jak pokrzywa zwyczajna, sit rozpierzchły czy sit skupiony. Zamieszkują je różne gatunki żab. Żerują w nich ptaki takie jak bąk, błotniak stawowy, wodnik czy strumieniówka.
W Polsce największe kompleksy torfowisk fluwiogenicznych występują w dolinach dużych rzek – Wisły, Odry i Narwi.
Z torfowiskami fluwiogenicznymi powiązane mogą być mokradła niezatorfione, jak namuliska czy mułowiska.